# Thorsten Andersson (museichef)
Arne Thorsten Andersson, född den 25 juni 1915 i Malmö, död den 21 februari 2013 i Kristianstad, var en svensk arkeolog och museiman.
Andersson avlade studentexamen 1933, filosofie kandidatexamen vid Lunds universitet 1936 och filosofie licentiatexamen där 1945. Han var extra ordinarie amanuens vid Lunds universitets konstmuseum 1935–1941, av Riksantikvarieämbetet förordnad ledare av utgrävningen av Lillöhus slottsruin 1938–1945 samt intendent och chef för Kristianstads museum 1946–1980 (extra ordinarie från 1942). Andersson promoverades till hedersdoktor i Lund 1990. Han var korresponderande ledamot av Institut international des chateaux historiques från 1951. Andersson publicerade Nya Sparbanken i Kristianstad (minnesskrift 1947), Lillöhus i fynd och forskning (i Boken om Lillöhus, 1948), De byggde staden (i Staden vid Helgeå, 1964) samt uppsatser i konst- och kulturhistoriska ämnen. Han vilar på Gamla begravningsplatsen i Kristianstad.